# El Chiclanero
Pour les articles homonymes, voir José Rodríguez.
 José Redondo Rodríguez dit « El Chiclanero », né à Chiclana de la Frontera (province de Cadix, Andalousie) le 13 mars 1818, mort le 28 mars 1853 à Madrid, est un matador espagnol.

## Présentation
Fils d'un ouvrier agricole très pauvre, il voit dans le toreo un moyen de sortir de sa condition. Il est remarqué au cours d'une novillada par « Paquiro » (Francisco Montes) qui l'engage dans sa cuadrilla où il restera pendant quatre ans banderillero. Il considère « Paquiro » comme son maître. C'est d'ailleurs ce même « Paquiro » qui lui donne l'alternative à Bilbao le 26 août 1842, puis la confirmation d'alternative à Madrid le 19 septembre 1842. 
Le succès d'« El Chiclanero » est immédiat. Comme tous les enfants de Chiclana de la Frontera, son ambition était de toréer aussi bien que « Paquiro ». Il y parvient d'autant mieux que « Paquiro » le prend sous sa protection. Il est éblouissant à l'estocade qu'il exécute a recibir, attendant le choc du taureau avec une « inimitable majesté».

## Deux taureaux à la fois
Très orgueilleux, refusant de toréer les taureaux qu'il juge trop petits, il lui arriva d'en tuer deux au cours de la même faena. L'exploit a lieu au Puerto de Santa María où, pendant qu'il combat, un autre taureau brise la porte d'un chiquero et se présente dans le ruedo. Avec un grand calme et après avoir donné deux passes à l'animal, « El Chiclanero » le tue d'une estocade précise et retourne terminer son combat avec l'autre taureau

## Le Torero-prodige
Acclamé, très apprécié, « El Chiclanero » a été une grande figure de la tauromachie, dont la rivalité avec « Cúchares » est restée aussi célèbre que celle de son maître « Paquiro » avec le même matador. Une véritable animosité opposait « Cúchares » et « El Chiclanero » aussi bien dans l'arène qu'à l'extérieur. Si « Cúchares » était plus varié à la cape, « El Chiclanero » était plus élégant et plus sincère à la muleta et à l'estocade où, dans l'histoire de la tauromachie, il est considéré comme un torero-prodige. En fait, il excellait dans les trois tercios de la lidia. On considère qu'il a poursuivi l'œuvre de « Paquiro » et que s'il ne l'avait pas pérennisée, elle n'aurait pas autant marquée l'histoire de la tauromachie. Il est aussi resté célèbre pour la vie « déraisonnable » qu'il menait, s'adonnant très tôt à la boisson. Il a été emporté par la phtisie à Madrid le jour même où il devait participer à la première corrida de la temporada.

## Carrière
- Alternative à Bilbao le 26 août 1842 ; parrain Paquiro
- Confirmation d’alternative à Madrid le 19 septembre 1842 ; parrain Paquiro, taureaux de Miura.